# أنتوني ديرل
أنتوني ديرل (بالإنجليزية: Anthony Dirrell)‏ مواليد 14 أكتوبر 1984 في ميشيغان، الولايات المتحدة، هو ملاكم أمريكي يصنف ضمن فئة وزن فوق المتوسط.

## إحصائيات
خاض خلال مسيرته 35 نزالا، فاز في 33 وتعادل في 1 وخسر في 1. فاز بالضربة القاضية في 24 نزالا.

## روابط خارجية
- أنتوني ديرل على موقع بوكس ريك (الإنجليزية) (registration required)